# 9813 Rozgaj
9813 Rozgaj eller 1998 TP5 är en asteroid i huvudbältet som upptäcktes den 13 oktober 1998 av den kroatiska astronomen Korado Korlević vid Višnjan-observatoriet. Den är uppkallad efter Slavko Rozgaj.
Asteroiden har en diameter på ungefär 4 kilometer.